# Parque Centenario

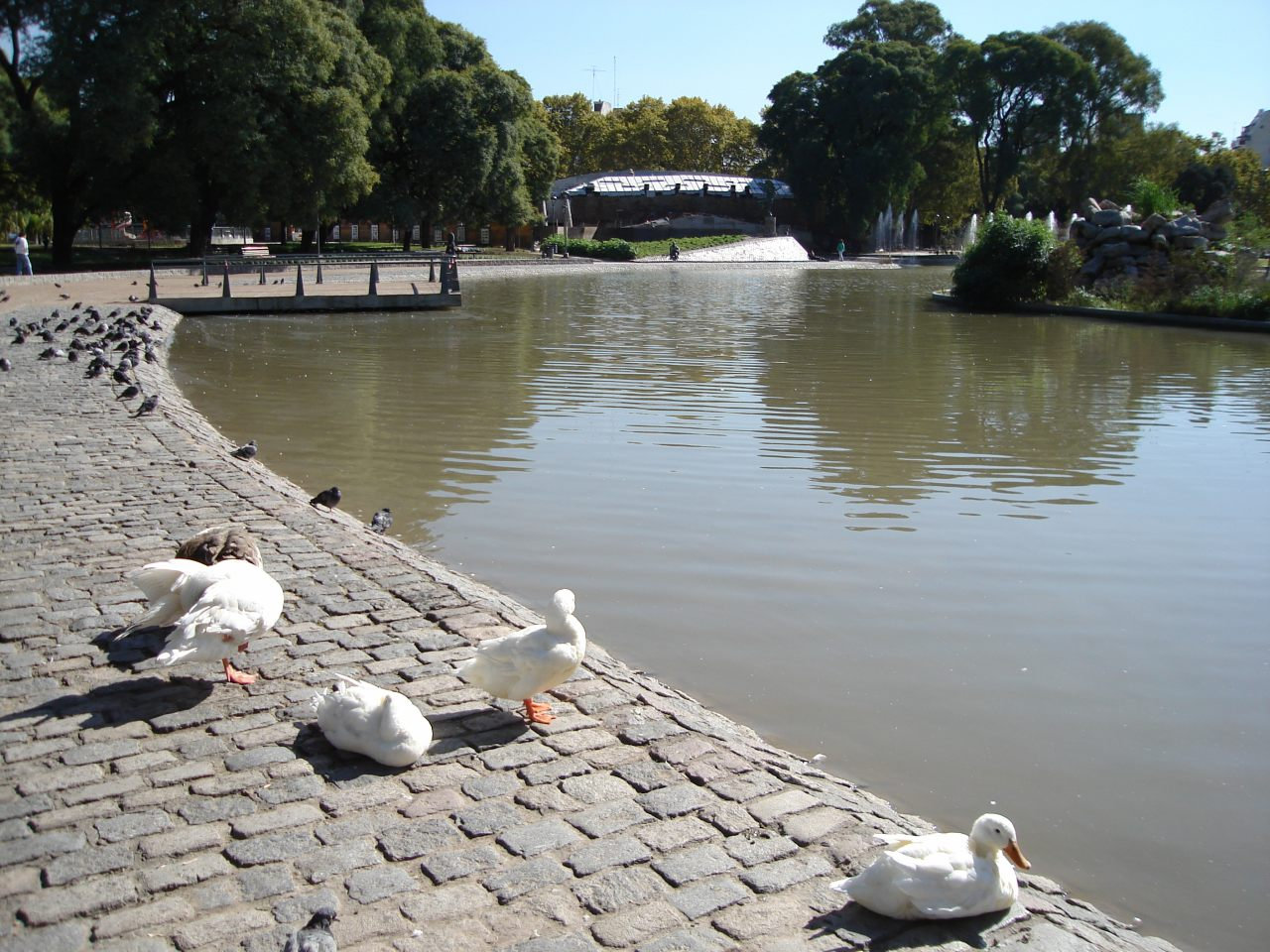
Der Parque Centenario in Buenos Aires

Der Parque Centenario ist ein öffentlicher Park in der argentinischen Hauptstadt Buenos Aires. Er befindet sich im Stadtteil Caballito.

## Überblick
Aufgrund des raschen Wachstums der Stadt genehmigte der Stadtrat 1908 den Ankauf eines 10 Hektar großen Grundstücks zur Anlage eines öffentlichen Parks. Mit der Gestaltung beauftragte man Carlos Thays, der auch zahlreiche andere Flächen der Hauptstadt entworfen hatte. 1910 wurde der neue Park fertiggestellt und erhielt den Namen Parque Centenario, um an die Hundert-Jahr-Feier der Mai-Revolution von 1810 zu erinnern.
Um den Park herum siedelten sich im Laufe der Jahre eine Reihe kultureller und wissenschaftlicher Einrichtungen an, darunter das Pasteur-Institut (Eröffnung 1927), das Marie-Curie-Institut (1931), das Naturwissenschaftliche Museum von Buenos Aires (1937) und die Argentinischen Freunde der Astronomie, die 1942 im Park ein Observatorium eröffneten. 1951 weihte Präsident Juan Perón ein Amphitheater ein, das aber 1955 abbrannte. Bürgermeister Osvaldo Cacciatore ließ einen über 2000 m² großen See anlegen, der heute als Laufroute beliebt ist.
In den 1980ern wurde der Park arg vernachlässigt, 1989 wurde gar eine Bronze-Plastik von Luis Perlotti gestohlen. 2005 initiierte Bürgermeister Aníbal Ibarra eine umfassende Renovierung, wozu auch die Rekonstruktion des abgebrannten Amphitheaters und die Sanierung des Sees gehörte. Die Arbeiten wurden im Mai 2009 abgeschlossen und das Amphitheater mit einer Aufführung des Orquesta de Tango de la Ciudad eingeweiht.